# Chrysosplenium nepalense
Chrysosplenium nepalense är en stenbräckeväxtart som beskrevs av David Don. Chrysosplenium nepalense ingår i släktet gullpudror, och familjen stenbräckeväxter. Inga underarter finns listade i Catalogue of Life.